# فيك راب
فيك راب (بالإنجليزية: Vic Rapp)‏ هو مدير فني أمريكي، ولد في 23 ديسمبر 1935 في ماريونفيل في الولايات المتحدة، وتوفي في 24 أكتوبر 2016 في أورلاندو في الولايات المتحدة.